# Tell Damshij
Tell Damshij (tiếng Ả Rập: تل دمشيج), còn được gọi là Qodchanis (قوجانس), là một ngôi làng gần Tell Tamer ở phía tây tỉnh al-Hasakah, đông bắc Syria. Về mặt hành chính, nó thuộc về Nahiya Tell Tamer.
Ngôi làng có người Assyria thuộc Giáo hội Assyria ở phía Đông. Tại cuộc điều tra dân số năm 2004, nó có dân số 153 người.